# Mary Leona Gage
Mary Leona Gage (8 de abril de 1939 - 5 de outubro de 2010) foi uma rainha da beleza de Maryland que foi eleita Miss USA 1957 e, até a data, a única mulher desse Estado a conseguir a coroa de Miss USA. Foi destituída após ser descoberto que tinha 18 anos, era casada e mãe de dois filhos.